# Zwalisko
Zwalisko také Zamek Wieczorny (německy Abendburg) je hora se skupinou skalisek na vrcholu v části Vysokého jizerského hřebene. Leží mezi vrcholy Wysoki Kamień a Izerskie Garby. Vrcholové skály jsou z ortoruly a jejich podoba připomíná zříceninu hradu. Skály zvedající od západu se na temeni Zwaliska nesou názvy Skalna Brana, Zamek Wieczorny a Skarbki. Vrcholové lesy byly v důsledku imisí v 80. letech 20. století zničeny a v současné době jsou zalesněny převážně mladým smrkovým porostem. Poblíž samotného vrcholu, který se z dálky zdá být pouze mírnou vyvýšeninou v hřebeni, se nachází již nefungující lom Stanisław. Z vrcholu je výborný výhled na blízké Krkonoše a Jizerské hory.

## Název
Slovo zwalisko znamená v češtině zřícenina a druhý název Zamek Wieczorny je Večerní hrad. Objevovaly se také pojmenování Abdenburg, Odenburk, Abdent-Rottenburg, Schloß aj.

## Geologie
Masiv hory není čistě rohovcový, ale jsou zde patrny i křemenné žíly. Toto prorůstání křemene do původního podkladu má příčinu v nálezech několika jeho odrůd (křišťál, záhněda, ametyst). To způsobilo v 15. a 16. století drahokamovou horečku mezi vlašskými hledači. Skalní útvary z ruly či křemene se nenacházejí jen na vrcholovém temeni hory, ale jsou roztroušeny také ve svahu nad horskou silnicí Droga Sudecka spojující města Szklarska Poręba a Świeradów Zdrój.

## Přístup
Přístup na vrchol je možný ze tří stran:
- ze severu ze silničního sedla Rozdroże Izerskie vede až na vrchol zeleně značená turistická stezka
- z východu ze Szklarske Poręby buď po modré značce nebo se zacházkou přes Wysoki Kamień po červené značce
- ze západu po hlavní červeně značené hřebenovce, začínající už na Stógu Izerskim